# 大阪高松カテドラル聖マリア大聖堂

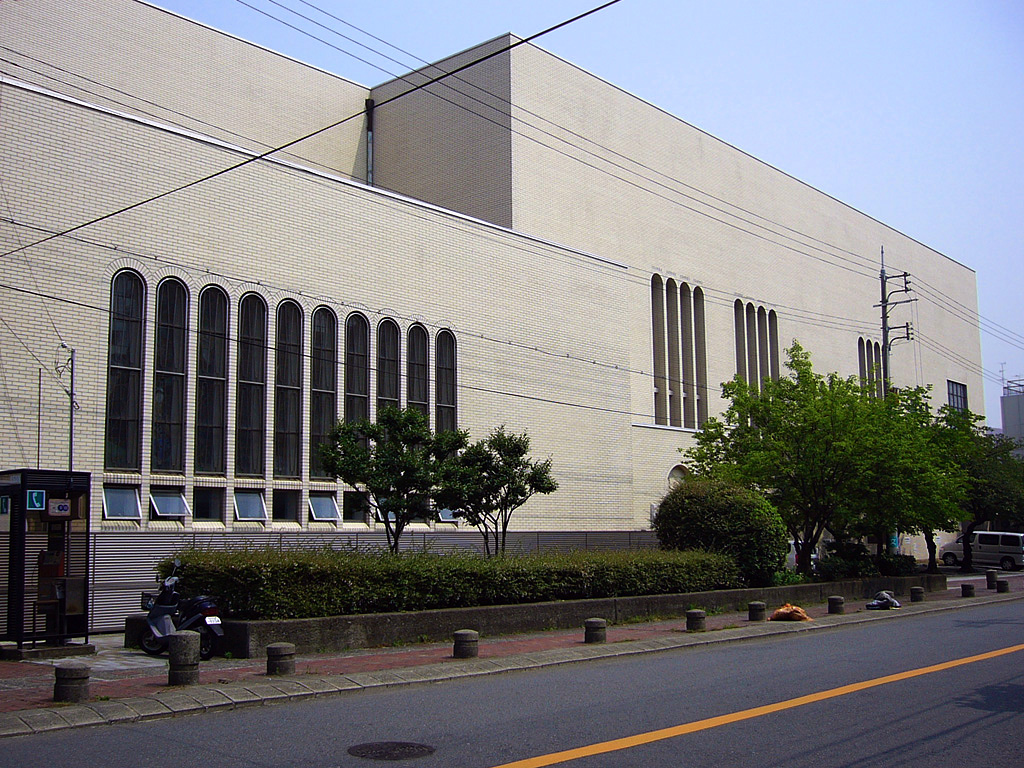
西側

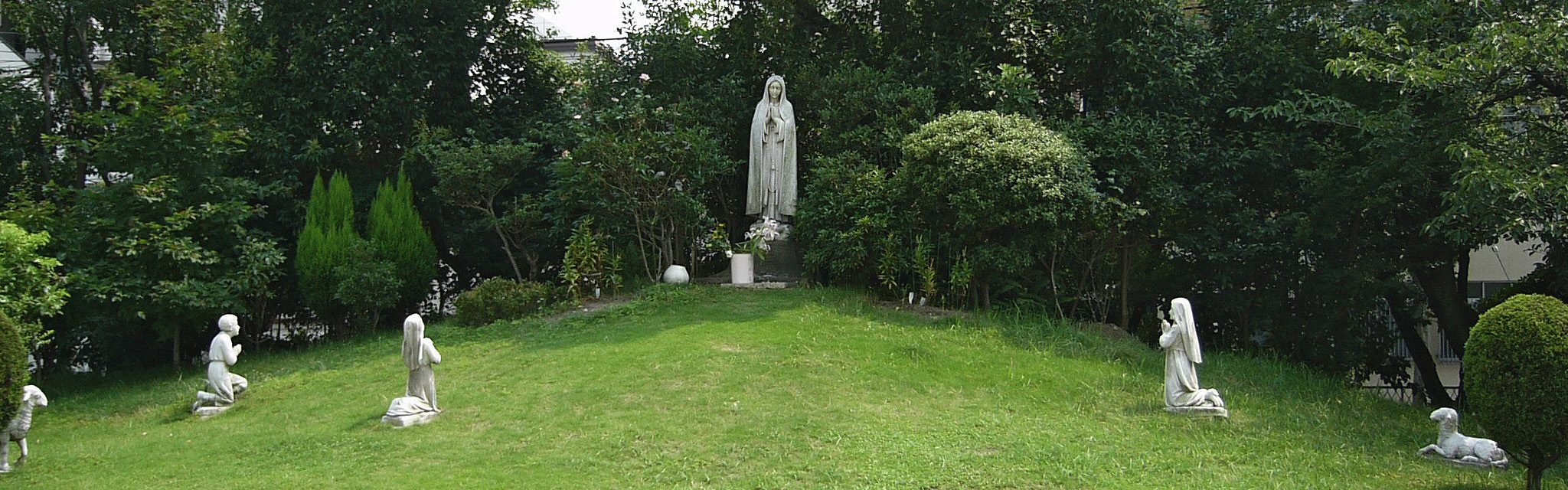
ファチマの聖母と羊飼い
／アリギーニ作

大阪高松カテドラル聖マリア大聖堂（おおさかたかまつカテドラルせいマリアだいせいどう）は、大阪府大阪市中央区玉造にあるカトリック玉造教会の大聖堂である。カトリック大阪高松大司教区の司教座聖堂（カテドラル）であることから「大阪高松カテドラル」と呼ばれる。教会の記念する聖人は「無原罪の聖母（聖マリア）」。

## 概要
1894年（明治27年）に聖アグネス聖堂が建てられ、カトリック玉造教会が誕生した。1945年（昭和20年）の大阪大空襲により聖アグネス聖堂が焼失すると、司教座が兵庫県西宮市霞町にあるカトリック夙川教会へ移されたが、1963年（昭和38年）に聖マリア大聖堂が建てられ、司教座もカトリック玉造教会へ戻された。
大聖堂西側の道路沿いは越中町という旧町名で、この町名は豊臣政権時代に細川越中守忠興の屋敷があったことに由来している。大聖堂の北西にある越中井は細川ガラシャ終焉の地と伝わり、大聖堂内内陣左側には細川ガラシャを描いた画が掲げられている。その「最後の日のガラシア夫人」および聖堂正面の壁画「栄光の聖母マリア」、右側の「高山右近」は堂本印象の筆、大小100の窓に施されたステンドグラスは羽淵紅州の作、十字架や聖像はオーストリアの彫刻家ルンガルチエの作と、当時一流の芸術家を集めて造られた。パイプ数2400の巨大なパイプオルガンでも知られる。近代建築家・長谷部鋭吉の遺作ともいえる建築作品である。
通常司教座聖堂に併設される大司教館（大司教公邸）も長らく西宮市甲陽園西山町に所在していたが、1995年（平成7年）の阪神・淡路大震災後の再建計画によりカトリック玉造教会の敷地内へ移され、甲陽園の敷地は売却された。
2023年（令和5年）8月15日にカトリック大阪大司教区とカトリック高松司教区を基盤とした、カトリック大阪高松大司教区の設立が発表され、同年10月9日に設立式が行われた。これに伴い、大阪高松カテドラル聖マリア大聖堂となった。初代大阪高松大司教には第8代大阪大司教の枢機卿トマス・アクィナス前田万葉が任命された。

## 所在地
〒540-0004 大阪府大阪市中央区玉造二丁目24-22

## 交通
- Osaka Metro長堀鶴見緑地線・JR西日本大阪環状線 玉造駅
- Osaka Metro中央線・長堀鶴見緑地線・JR西日本大阪環状線 森ノ宮駅